# Municipio de Los Cabos
El municipio de Los Cabos es uno de los cinco municipios del estado mexicano de Baja California Sur, se localiza en el extremo sur del estado. La cabecera municipal es San José del Cabo y la ciudad más importante es Cabo San Lucas a 32 km de la cabecera. Esta área es uno de los destinos turísticos más importantes de México.
La ubicación geográfica del municipio es: norte 23° 40', sur 22° 52'; este 109° 24', oeste 110° 07'.

## Panorama

Vista satelital de Los Cabos de la Agencia Espacial Europea

Se localiza en el extremo sur de la península de Baja California, a 220 km al sur de La Paz. Su clima es desértico semiseco, caluroso en verano y templado en invierno; con una temperatura promedio anual de 26 °C. Aunque la precipitación pluvial es escasa, oficialmente la temporada de lluvias se extiende a partir del mes de junio y concluye en octubre; sin embargo las lluvias tienden a concentrarse durante agosto y septiembre. 
En el invierno podrá ser testigo de uno de los fenómenos naturales más bellos que ocurren en las costas de México: el cortejo, procreación y alumbramiento de la ballena gris, en Bahía Magdalena; durante el verano podrá practicar el buceo, el kayak, la pesca deportiva o vivir el romanticismo en alguna de sus playas solitarias desde donde podrá observar El Arco, formación rocosa esculpida por el mar, que es el símbolo característico de este destino, donde se juntan las aguas del océano Pacífico y las del Mar de Cortés (Golfo de California), recientemente fue declarado Patrimonio de la Humanidad por la UNESCO.
De San José del Cabo a Cabo San Lucas, se extiende el Corredor Turístico de 33 km de longitud, uno de los desarrollos turísticos más importantes del país. El Corredor Turístico es el lugar donde se encuentran hoteles de clase mundial buscados por las celebridades y personalidades de la Jet Set Internacional. Los Cabos se distingue por su exquisita cocina gourmet elaborada en sus reconocidos restaurantes, por sus excelentes campos profesionales de golf (considerados de los mejores a nivel mundial), por su pesca deportiva; se le conoce como la Capital Mundial de la pesca del Marlin. Cabe destacar que sus playas proveen todos los servicios necesarios. 
En el mes de febrero es cuando las ballenas concluyen su travesía desde Alaska, de regreso a su lugar de origen a buscar las aguas templadas y ricas en nutrientes de Los Cabos para aparearse y dar a luz a sus ballenatos.
El Arco es un monumento natural y tiene diferentes rutas de acceso, una de ellas y la más común es en lancha o en barco, se puede admirar la colonia de lobos marinos que ahí habita. Se dice que cada cuatro años la marea baja lo suficiente como para descubrir la arena y poder cruzar por debajo de él, pero es de mucho riesgo ya que la marea puede subir repentinamente.

## Delegaciones
En el municipio, hay cuatro delegaciones que están en listadas de acuerdo a la población de cada uno:
- Cabo San Lucas. Conformado por Cabo San Lucas.

- La Ribera. Es un pueblo que fue fundado hace muchos años en la orilla del Mar de Cortés, este pueblo es famoso por su agricultura, hermosas playas, la pesca, y tranquilidad. Este bello pueblo festeja su descubrimiento en el mes de agosto, y para ello se realizan actividades para celebrar como son bailes populares, juegos mecánicos, juegos de fútbol, voleibol, pesca deportiva, coronación de la Reina del Pueblo, misa en la Iglesia del Pueblo y por supuesto no pueden faltar las peleas de gallos. Es un pueblo pequeño en el que hace muchos años sus habitantes vivieron la Revolución en carne propia. Su tranquilidad nos invita a quedarnos rodeados de gente amable y cordial. Tranquilas playas en las cuales se puede disfrutar en familia. Muy cerca de La Ribera, encontramos Cabo Pulmo, famoso por sus arrecifes. Por estar en el Municipio de Los Cabos, La Ribera se encuentra a una hora y treinta minutos de San José del Cabo y Cabo San Lucas.

- Miraflores. Se ubica en el municipio Los Cabos en el estado de Baja California Sur en las coordenadas geográficas latitud 23.369167 y longitud -109.776389 a una mediana altura de 220 metros sobre el nivel del mar, a unos 30 kilómetros al norte de San José desde el Aeropuerto Internacional. Aquí encontrará un tranquilo pueblo rodeado de granjas y ranchos orgánicos ubicado al lado de las montañas de Sierra Laguna. Desde el siglo XVIII, Miraflores, surgió como rancho ganadero y agrícola. El aluvión que las aguas dejan sobre la ribera del arroyo es aprovechado para la siembra de hortalizas, maíz, fríjol, tomates, chiles, frutos típicos, albahaca, etc. Se celebró el domingo 17 de julio de 2011, la “Feria de la Pitahaya”, festividades que tienen su origen desde el año de 1991. Durante estos días la comunidad y turistas disfrutan de diversos eventos deportivos y culturales así como el ya tradicional concurso anual de la pizca de la Pitahaya y la coronación de la Reina de estas celebraciones.

- Santiago. Es una pequeña comunidad en Baja California Sur, que se encuentra a 45 Kilómetros al norte de San José del Cabo, en el municipio de Los Cabos. Al igual que todos, Santiago esta casi directamente encima del Trópico de Cáncer. Los grupos humanos que se establecieron, en lo que hoy conocemos como la zona de Santiago fueron el nómada Pericú, que además de la zona donde se encuentra la población abarcaban parte del municipio de Los Cabos y las Islas San José y Espíritu Santo. Este grupo se dedicaba a la cacería y la recolección de semillas y frutos. En la Sierra de La Laguna se encuentran petroglifos donde muestran, entre otros objetos que dejaron los Pericúes a lo largo de los siglos, donde muestran pruebas más contundentes que habitaron la zona.

## Demografía
De acuerdo a datos del XIV Censo de Población del INEGI en 2020 el municipio de Los Cabos cuenta con una población de 351,111 habitantes de los cuales 180,944 son hombres y 170,167 son mujeres, la mayoría mexicanos. Bien se sabe que la comunidad extranjera más numerosa residiendo en Los Cabos es la estadounidense por su cercanía en vía aérea con California principalmente con San Diego y Los Ángeles.

### Localidades
En el municipio de Los Cabos se localizan 400 localidades, las principales y su población en 2020 se enlistan a continuación:
| Código INEGI      | Localidad         | Población (2020) |
| ----------------- | ----------------- | ---------------- |
| 030080054         | Cabo San Lucas    | 202 694          |
| 030080001         | San José del Cabo | 136 285          |
| 030080217         | La Ribera         | 2 320            |
| 030080159         | Miraflores        | 1 352            |
| 030080593         | El Campamento     | 855              |
| 030080048         | Buenavista        | 705              |
| 030080271         | Santa Catarina    | 651              |
| 030080280         | Santiago          | 644              |
| Otras localidades | Otras localidades | 5 605            |
| Total municipal   | Total municipal   | 351 111          |

## Medios de transporte
El municipio de Los Cabos cuenta con dos aeropuertos: el Aeropuerto Internacional de Los Cabos ubicado en San José del Cabo que atiende el área de San José del Cabo y Cabo San Lucas. Este aeropuerto tiene tres terminales con cuatro salas. La Terminal 1 sirve a casi todas las operaciones nacionales e internacionales, mientras que en la Terminal 3 están Alaska Airlines, Delta Air Lines, Frontier Airlines y otras aerolíneas internacionales estacionales. El Aeródromo Internacional de Cabo San Lucas ubicado en Cabo San Lucas que sirve de base a una aerolínea regional, tiene servicio de taxi aéreo y servicios para la aviación general. Es el único aeropuerto privado internacional en México.

## Educación

### Preparatoria
- CETMAR N°31 Centro de Estudios Tecnológicos del Mar
- Prepa UGC Universidad del Golfo de California[7]
- Cobach N°04  Colegio de Bachilleres del Estado de Baja California Sur
- Cobach N°02
- CECYTE N°07 Planteles Educativos Colegio de Estudios Científicos y Tecnológicos del Estado de Baja California Sur
- CECYTE N°04 Planteles Educativos Colegio de Estudios Científicos y Tecnológicos del Estado de Baja California Sur
- CECYTE N°05 Planteles Educativos Colegio de Estudios Científicos y Tecnológicos del Estado de Baja California Sur

### Universidad
- UGC, dos campus de la Universidad del Golfo de California[7]
- ITES (Instituto Tecnológico de Estudios Superiores de Los Cabos), un campus del Tecnológico Nacional de México
- (UABCS), un campus de la Universidad Autónoma de Baja California Sur

## Cronología de presidentes municipales
Presidentes municipales de Los Cabos desde 1981.
| Presidente municipal | Presidente municipal            | Periodo                 | Periodo             | Partido político |
| -------------------- | ------------------------------- | ----------------------- | ------------------- | ---------------- |
|                      | Héctor Palacios Avilés          | 30 de abril de 1981     | 29 de abril de 1984 |                  |
|                      | Francisco Palacios Ceseña       | 30 de abril de 1984     | 29 de abril de 1987 |                  |
|                      | León Cota Collins               | 30 de abril de 1987     | 29 de abril de 1990 |                  |
|                      | Manuel Salvador Castro Castro   | 30 de abril de 1990     | 29 de abril de 1993 |                  |
|                      | Miguel Ángel Olacea Palacios    | 30 de abril de 1993     | 29 de abril de 1996 |                  |
|                      | Miguel Antonio Olachea Carrillo | 30 de abril de 1996     | 29 de abril de 1999 |                  |
|                      | Narciso Agúndez Montaño         | 30 de abril de 1999     | 29 de abril de 2002 |                  |
|                      | Ulises Omar Ceseña Montaño      | 30 de abril de 2002     | 29 de abril de 2005 |                  |
|                      | Luis Armando Díaz               | 30 de abril de 2005     | 29 de abril de 2008 |                  |
|                      | Óscar René Núñez Cosio          | 30 de abril de 2008     | 29 de abril de 2011 |                  |
|                      | José Antonio Agúndez Montaño    | 30 de abril de 2011     | 2015                |                  |
|                      | Arturo De la Rosa Escalante     | 1 de septiembre de 2015 | 2018                |                  |
|                      | Jesús Armida Castro Guzmán      | 2018                    | 2021                |                  |
|                      | Óscar Leggs Castro              | 2021                    | 2024                |                  |
|                      | Christian Agúndez Gómez         | 2024                    | Actual              |                  |

## Límites municipales
Tiene límites administrativos con los siguientes municipios y/o accidentes geográficos, según su ubicación:
|                           | Norte: La Paz            | Nordeste: Golfo de California |
| Oeste: La Paz             |                          | Este: Golfo de California     |
| Suroeste: Océano Pacífico | Sur: Golfo de California |                               |

## Relaciones Internacionales

### Hermanamientos
La ciudad de Los Cabos tiene Hermanamientos con 0035 ciudades alrededor del mundo:
- Tijuana, Mexico (2007)[11][12]
- Ciudad de México, Mexico (2009)[13][14]
- Carpinteria, Estados Unidos (2011)[15]
- Laguna Beach, Estados Unidos (2012)[16][17]
- Newport Beach, Estados Unidos (2012)[18]
- Guadalajara, Mexico (2013)[19]
- Punta del Este, Uruguay (2013)[20][21]
- San Miguel de Allende, Mexico (2017)[22][23]
- Atizapán de Zaragoza, Mexico (2017)[24]
- San Diego, Estados Unidos (2018)[25]
- Oaxaca, Mexico (2019)[26]
- Playa del Carmen, Mexico (2020)[27][28][29]
- Ciudad General Escobedo, Mexico (2020)[30]
- Zacatecas, Mexico (2020)[31][32][33]
- Acapulco, Mexico (2020)[34]
- Mazatlán, Mexico (2020)[35]
- San Pedro Garza Garcia, Mexico (2025)[36]
- Ensenada, Mexico (2025)[37]

#### Convenios
- Salamanca, España (2023)[38]
- Antigua Guatemala, Guatemala (2023)[39]

#### Intercambios Culturales
- Puerto Vallarta, Mexico (2020)[40]